# Australian Kelpie
 (mars 2015).
Si vous disposez d'ouvrages ou d'articles de référence ou si vous connaissez des sites web de qualité traitant du thème abordé ici, merci de compléter l'article en donnant les références utiles à sa vérifiabilité et en les liant à la section « Notes et références ».
L'australian kelpie est une race de chien de berger. Il est originaire, comme son nom l'indique, d'Australie où il a été sélectionné au XIXe siècle. Il est assez peu représenté en Europe, mais c'est le chien de berger le plus utilisé en Australie et en Nouvelle-Zélande.

## Historique
Dans les années 1860, la première chienne qui a servi pour créer la race se nommait Kelpie d'un nom mythologique du folklore celtique. Cette chienne fut nommée par la suite Gleeson's Kelpie pour la différencier de sa future fille Kings Kelpie.
L'origine du kelpie, comme celle de beaucoup de chiens dans le monde entier, est due à des bergers, ici des bergers d'Écosse.
Le kelpie est issu de différentes souches d'Écosse dont le colley barbu, le shetland, le vieux chien de berger anglais, le colley et le smithfield.
Rapidement, les éleveurs de bétails australiens se sont rendu compte que les chiens de bergers importés n’étaient pas capables de gérer pleinement les moutons du pays dans leurs conditions locales difficiles (climat, étendue du territoire…). Quelques races s’étaient tout de même bien améliorées face à ces contraintes, comme les colleys du nord du comté de l’agriculteur Rutheford. Même si ces chiens étaient déjà très respectés pour leurs capacités, ils n'étaient pas très connus en Australie jusqu'à ce que Kings Kelpie, une fille de Gleeson's Kelpie, gagne un concours de chiens de berger à Forbes en 1879.
Elle est suivie par deux chiens d'exception qui permettront à la race de se développer : Coil, un mâle bleu et Red Hope, un mâle rouge. Coil fut le premier chien à remporter un trial avec le maximum de points : 200 points. Il réalisa cette performance au trial de Sydney en 1898. Dans les années 1920, Red Hop arriva en tête du classement dans près de 52 championnats de chiens de berger et il en gagna 19.

## Caractère
Il est intelligent et vigilant, avec une excellente capacité d'adaptation. Il adore les grands espaces et travailler avec toutes les espèces domestiques : vaches, chèvres, moutons et même la volaille. C'est un bon chien de garde mais vu qu'il déteste être enfermé, la vie en appartement n'est pas idéale. Très énergique, il ne demande qu'à apprendre mais il faut le canaliser. Le kelpie est sociable, que ce soit avec ses congénères ou d'autres animaux.

## Caractéristiques physiques
- Taille : mâle de 46 à 51 cm - Femelle de 43 à 48 cm
- Poids : mâle de 13 à 20 kg - Femelle de 11 à 15 kg[2]

Quelques couleurs de la race :

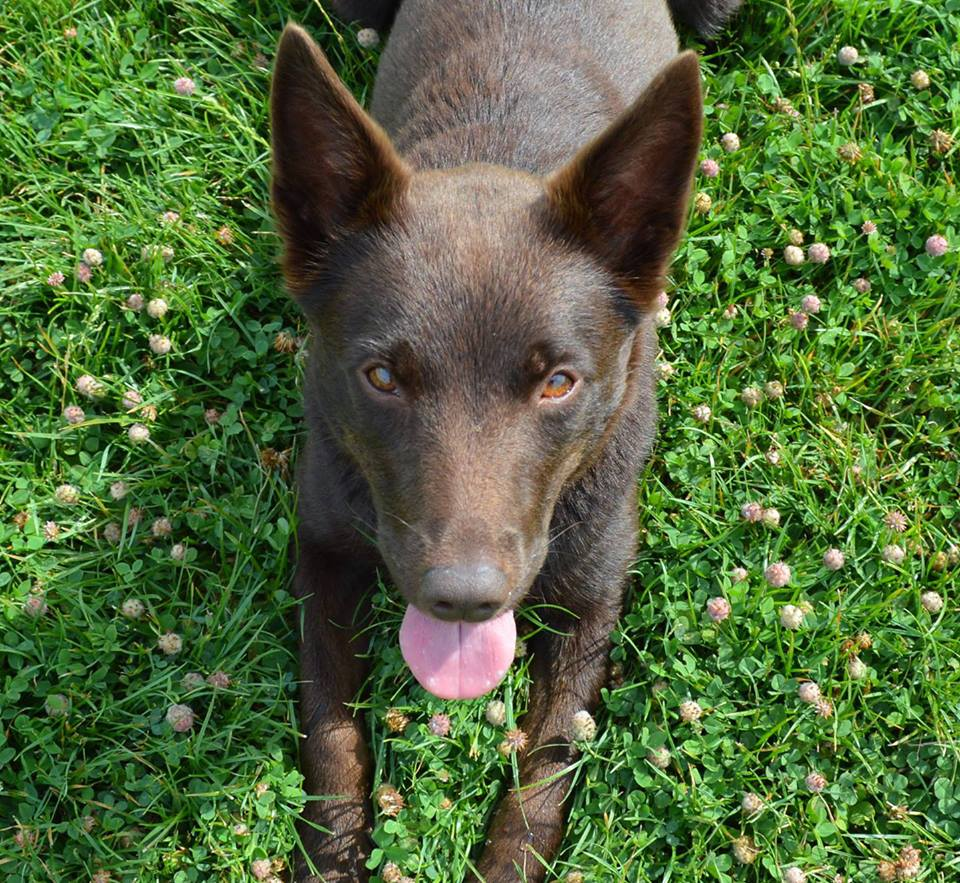
Femelle Kelpie Chocolat.
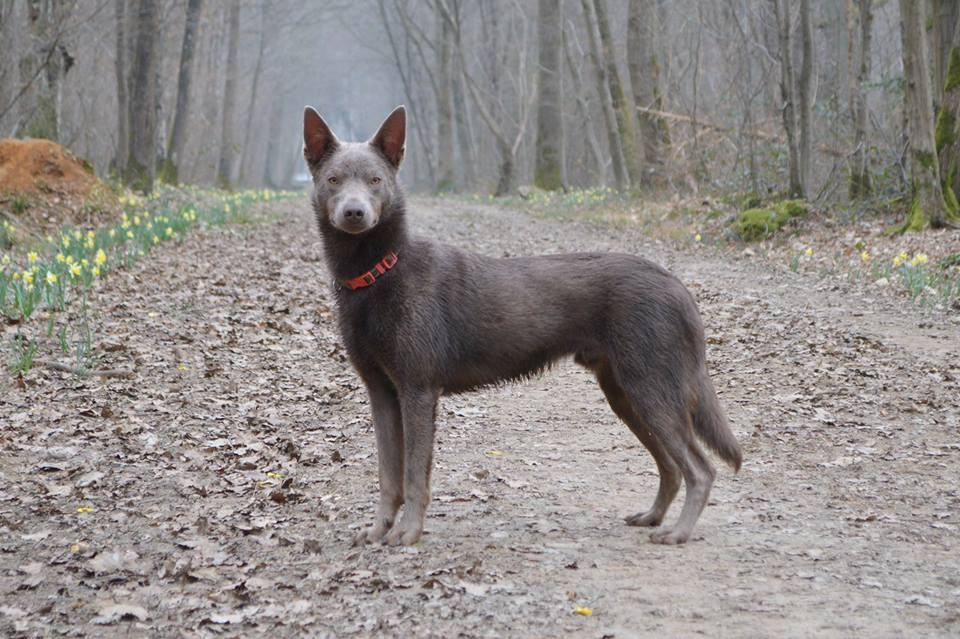
Fawn.
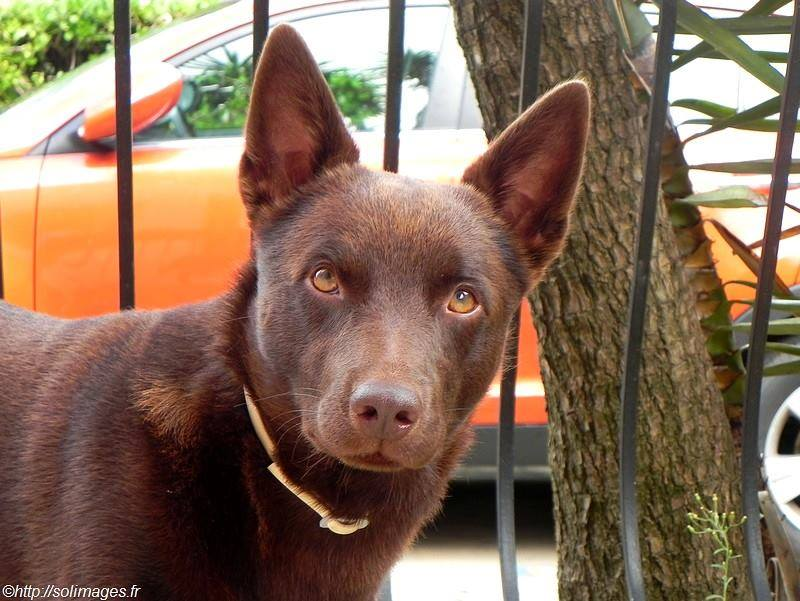
Rouge.

## Longévité
L'australian kelpie vit en moyenne 13 ans. Mais une chienne kelpie australienne, nommée Maggie, s’est éteinte paisiblement le 17 avril 2016 à l'âge présumé de 30 ans, faisant d'elle le chien le plus vieux du monde. Son propriétaire, un fermier en Australie, l'avait adoptée alors qu'elle n'était qu'un chiot de huit semaines.